# Duits voetbalkampioenschap 1936/37
1936/37 was het 30ste Duitse voetbalkampioenschap ingericht door de DRL (Deutscher Reichsbund für Leibesübungen). De finale vond plaats tussen recordkampioen Neurenberg en Schalke, een van de sterkte teams van de laatste jaren. Schalke bewees dat het een topclub was door met 2-0 te winnen van Neurenberg. Schalke won ook de Tschammerpokal, voorloper van de DFB-Pokal en was zo de tweede club die de dubbel kon winnen.

## Deelnemers aan de eindronde
| Club                  | Gekwalificeerd als                  |
| --------------------- | ----------------------------------- |
| Hindenburg Allenstein | Kampioen Gauliga Ostpreußen         |
| Viktoria Stolp        | Kampioen Gauliga Pommern            |
| Hertha BSC            | Kampioen Gauliga Berlin-Brandenburg |
| Beuthener SuSV        | Kampioen Gauliga Schlesien          |
| BC Hartha             | Kampioen Gauliga Sachsen            |
| SV Dessau 05          | Kampioen Gauliga Mitte              |
| Hamburger SV          | Kampioen Gauliga Nordmark           |
| SV Werder Bremen      | Kampioen Gauliga Niedersachsen      |
| FC Schalke 04         | Kampioen Gauliga Westfalen          |
| Fortuna Düsseldorf    | Kampioen Gauliga Niederrhein        |
| VfR Köln 04 rrh.      | Kampioen Gauliga Mittelrhein        |
| SV Kassel 06          | Kampioen Gauliga Hessen             |
| Wormatia Worms        | Kampioen Gauliga Südwest            |
| SV Waldhof 07         | Kampioen Gauliga Baden              |
| VfB Stuttgart         | Kampioen Gauliga Württemberg        |
| 1. FC Nürnberg        | Kampioen Gauliga Bayern             |

## Groepsfase

### Groep A
| Datum         | Teams                 | Teams | Teams               | Uitslag   | Stadion                 |
| 4 april 1937  | Hamburger SV          | –     | Beuthener SuSV      | 6:0 (2:0) | Hamburg, St. Hoheluft   |
| 4 april 1937  | Hindenburg Allenstein | –     | BC Hartha           | 1:1 (1:1) | Allenstein, Stadion     |
| 11 april 1937 | Hindenburg Allenstein | –     | Hamburger SV        | 2:5 (1:3) | Königsberg, VfB-Stadion |
| 11 april 1937 | Beuthener SuSV        | –     | BC Hartha           | 2:4 (0:3) | Beuthen, Stadion        |
| 18 april 1937 | Beuthener SuSV        | –     | Hindenb. Allenstein | 2:2 (2:0) | Beuthen, Stadion        |
| 18 april 1937 | BC Hartha             | –     | Hamburger SV        | 0:3 (0:0) | Dresden, Am Ostragehege |
| 25 april 1937 | BC Hartha             | –     | Beuthener SuSV      | 2:6 (0:4) | Chemnitz, Südstadion    |
| 25 april 1937 | Hamburger SV          | –     | Hindenb. Allenstein | 6:1 (2:0) | Hamburg, St. Rothenbaum |
| 6 mei 1937    | Beuthener SuSV        | –     | Hamburger SV        | 1:4 (1:2) | Beuthen, Stadion        |
| 9 mei 1937    | BC Hartha             | –     | Hindenb. Allenstein | 6:2 (2:0) | Hartha, Stadion         |
| 16 mei 1937   | Hindenb. Allenstein   | –     | Beuthener SuSV      | 2:1 (0:1) | Allenstein, Stadion     |
| 23 mei 1937   | Hamburger SV          | –     | BC Hartha           | 3:0 (1:0) | Altona, AFC93-Stadion   |

### Groep B
| Datum         | Teams          | Teams | Teams          | Uitslag    | Stadion                     |
| 4 april 1937  | Viktoria Stolp | –     | Hertha BSC     | 0:4 (0:2)  | Stolp, Germania-Platz       |
| 4 april 1937  | FC Schalke 04  | –     | Werder Bremen  | 5:1 (2:1)  | Gelsenkirchen, Glückauf-KB  |
| 11 april 1937 | Werder Bremen  | –     | Viktoria Stolp | 5:0 (2:0)  | Bremen, Weserstadion        |
| 11 april 1937 | Hertha BSC     | –     | FC Schalke 04  | 1:2 (1:1)  | Berlijn, Olympiastadion     |
| 18 april 1937 | Hertha BSC     | –     | Werder Bremen  | 1:3 (0:2)  | Berlijn, Poststadion        |
| 18 april 1937 | Viktoria Stolp | –     | FC Schalke 04  | 0:8 (0:4)  | Stolp, Germania-Platz       |
| 25 april 1937 | FC Schalke 04  | –     | Hertha BSC     | 2:1 (1:0)  | Dortmund, Rothe Erde        |
| 25 april 1937 | Viktoria Stolp | –     | Werder Bremen  | 0:4 (0:1)  | Stettin, Preußen-Stadion    |
| 9 mei 1937    | FC Schalke 04  | –     | Viktoria Stolp | 12:0 (8:0) | Bochum, TuS-Stadion         |
| 9 mei 1937    | Werder Bremen  | –     | Hertha BSC     | 5:2 (3:1)  | Braunschweig, Eintracht-St. |
| 23 mei 1937   | Werder Bremen  | –     | FC Schalke 04  | 2:2 (1:0)  | Bremen, Weserstadion        |
| 23 mei 1937   | Hertha BSC     | –     | Viktoria Stolp | 3:1 (2:1)  | Berlijn, Stadion Plumpe     |

### Groep C
| Datum         | Teams          | Teams | Teams          | Uitslag   | Stadion                        |
| 4 april 1937  | VfB Stuttgart  | –     | SV Kassel 06   | 3:0 (1:0) | Stuttgart, Adolf-Hitler-KB     |
| 4 april 1937  | Wormatia Worms | –     | SV Dessau 05   | 1:0 (0:0) | Worms, Wormatia-Stadion        |
| 11 april 1937 | SV Kassel 06   | –     | Wormatia Worms | 1:3 (1:1) | Hanau, HFC93-Stadion           |
| 11 april 1937 | SV Dessau 05   | –     | VfB Stuttgart  | 2:1 (2:0) | Halle (Saale), VfL98-Stadion   |
| 18 april 1937 | SV Kassel 06   | –     | SV Dessau 05   | 2:0 (1:0) | Kassel, Kurhessen-Stadion      |
| 18 april 1937 | VfB Stuttgart  | –     | Wormatia Worms | 0:0 (0:0) | Stuttgart, Adolf-Hitler-KB     |
| 25 april 1937 | VfB Stuttgart  | –     | SV Dessau 05   | 2:0 (1:0) | Heilbronn, VfR-Stadion         |
| 25 april 1937 | Wormatia Worms | –     | SV Kassel 06   | 3:1 (1:0) | Worms, Wormatia-Stadion        |
| 9 mei 1937    | SV Dessau 05   | –     | SV Kassel 06   | 4:2 (3:1) | Halle (Saale), VfL98-Stadion   |
| 9 mei 1937    | Wormatia Worms | –     | VfB Stuttgart  | 0:1 (0:0) | Frankfurt am Main, Waldstadion |
| 23 mei 1937   | SV Kassel 06   | –     | VfB Stuttgart  | 1:5 (1:3) | Kassel, Stadion Drei Brücken   |
| 23 mei 1937   | SV Dessau 05   | –     | Wormatia Worms | 0:4 (0:0) | Dessau, Schillerpark           |

### Groep D
| Datum         | Teams              | Teams | Teams              | Uitslag   | Stadion                     |
| 4 april 1937  | SV Waldhof 07      | –     | 1. FC Nürnberg     | 1:4 (0:3) | Mannheim, Stadion           |
| 11 april 1937 | Fort. Düsseldorf   | –     | SV Waldhof 07      | 2:1 (1:0) | Oberhausen, Stadion         |
| 11 april 1937 | 1. FC Nürnberg     | –     | VfR Köln 04        | 3:1 (2:0) | Neurenberg, Zerabelshof     |
| 18 april 1937 | Fort. Düsseldorf   | –     | 1. FC Nürnberg     | 1:3 (0:1) | Düsseldorf, Rheinstadion    |
| 18 april 1937 | VfR Köln 04        | –     | SV Waldhof 07      | 0:1 (0:1) | Koblenz, St. Neuendorf      |
| 25 april 1937 | VfR Köln 04        | –     | 1. FC Nürnberg     | 0:1 (0:1) | Keulen, Stadion             |
| 25 april 1937 | SV Waldhof 07      | –     | Fortuna Düsseldorf | 1:1 (1:1) | Mannheim, Stadion           |
| 2 mei 1937    | Fortuna Düsseldorf | –     | VfR Köln 04        | 0:2 (0:1) | Düsseldorf, Fortuna-Platz   |
| 9 mei 1937    | 1. FC Nürnberg     | –     | Fortuna Düsseldorf | 0:0 (0:0) | Neurenberg, Städt. Stadion  |
| 9 mei 1937    | SV Waldhof 07      | –     | VfR Köln 04        | 1:0 (0:0) | Karlsruhe, KFV91-Platz      |
| 23 mei 1937   | 1. FC Nürnberg     | –     | SV Waldhof 07      | 7:1 (3:1) | München, Grünwalder Stadion |
| 23 mei 1937   | VfR Köln 04        | –     | Fort. Düsseldorf   | 1:5 (1:2) | Keulen, St. Hohenberg       |

## Halve finale
| Datum       | Teams          | Teams | Teams         | Uitslag   | Stadion                       |
| 6 juni 1937 | 1. FC Nürnberg | –     | Hamburger SV  | 3:2 (2:0) | Berlijn, Olympiastadion       |
| 6 juni 1937 | FC Schalke 04  | –     | VfB Stuttgart | 4:2 (1:1) | Keulen, Müngersdorfer Stadion |

## Wedstrijd om de derde plaats
| Datum        | Teams         | Teams | Teams        | Uitslag   | Stadion                      |
| 20 juni 1937 | VfB Stuttgart | –     | Hamburger SV | 1:0 (0:0) | Leipzig, Stadion Probstheida |

## Finale
| Datum        | Teams         | Teams | Teams          | Uitslag   | Stadion                 |
| 20 juni 1937 | FC Schalke 04 | –     | 1. FC Nürnberg | 2:0 (1:0) | Berlijn, Olympiastadion |

Maar liefst 101.000 toeschouwers troepten bijeen om de landskampioenen van de twee laatste edities elkaar te zien bekampen. Ernst Poertgen scoorde in de 26ste minuut en in de 81ste minuut maakte Ernst Kalwitzki de 2-0. Schalke werd zo voor de derde keer in vier seizoenen kampioen.